# Nawathana
Nawathana (nep. नवथान) – gaun wikas samiti w zachodniej części Nepalu w strefie Seti w dystrykcie Achham. Według nepalskiego spisu powszechnego z 2011 roku liczył on 372 gospodarstwa domowe i 2005 mieszkańców (1049 kobiet i 956 mężczyzn).